# Parafia Niepokalanego Poczęcia Najświętszej Maryi Panny w Szortandach
Parafia Niepokalanego Poczęcia Najświętszej Maryi Panny w Szortandach – parafia rzymskokatolicka, znajdująca się w dekanacie astańskim w archidiecezji Astany. W parafii posługują księża archidiecezjalni. Według stanu na kwiecień 2024 proboszczem był ks. Leszek Smakosz. 